# Kip-en-eiprobleem

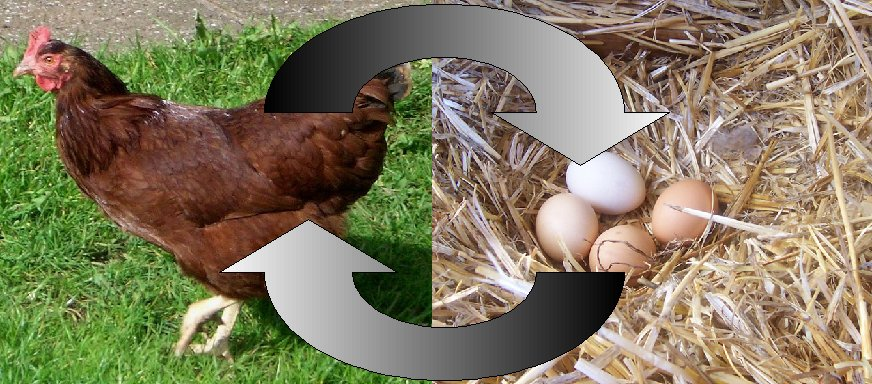
De cirkelredenering

De uitdrukking kip-en-eiprobleem wordt gebruikt indien van twee fenomenen onduidelijk is welke oorzaak en welk gevolg is. Dit kan komen doordat zij in een kringverhouding tot elkaar staan: zonder A kan B niet tot stand komen, maar zonder B ontstaat A niet.
De uitdrukking wordt als retorische vraag geformuleerd:
Wat was er eerder, de kip of het ei?
Zij verwijst naar een oorzakelijke keten in de natuur: ei leidt tot kip leidt tot ei leidt tot kip enzovoort. In die zin is het moeilijk aan te geven waar het beginpunt van de keten ligt.

## Geschiedenis
Het vraagstuk stamt al uit de oudheid. In de tijd dat men nog niet bekend was met de evolutieleer kon deze vraag niet met zekerheid beantwoord worden. Verschillende filosofen kwamen toch met een antwoord.
- Aristoteles (384–322) stelde dat er weliswaar een eerste mens geweest was maar dat de kippen en de eieren er simpelweg altijd al geweest waren. Immers, een kip kon niet zonder ei ontstaan zijn en een ei niet zonder kip.
- Plutarchus (46–126) stelde dat de wereld ooit gerangschikt werd naar een onderliggend idee en vervolgens in de wereld geplaatst was. De vraag wat er eerder was werd daarmee niet beantwoord maar wel hoe een kip en een ei ooit ontstaan kunnen zijn. (kosmogonie)
- Ook Macrobius, Paul Henri Thiry d'Holbach en Stephen Hawking hebben zich over het probleem uitgesproken.

Sinds de evolutieleer is de vraag niet meer zo relevant. Immers lang voordat de eerste kippen bestonden waren er al voorouders van deze dieren die uit eieren geboren zijn.

## Wetenschappelijke oplossing

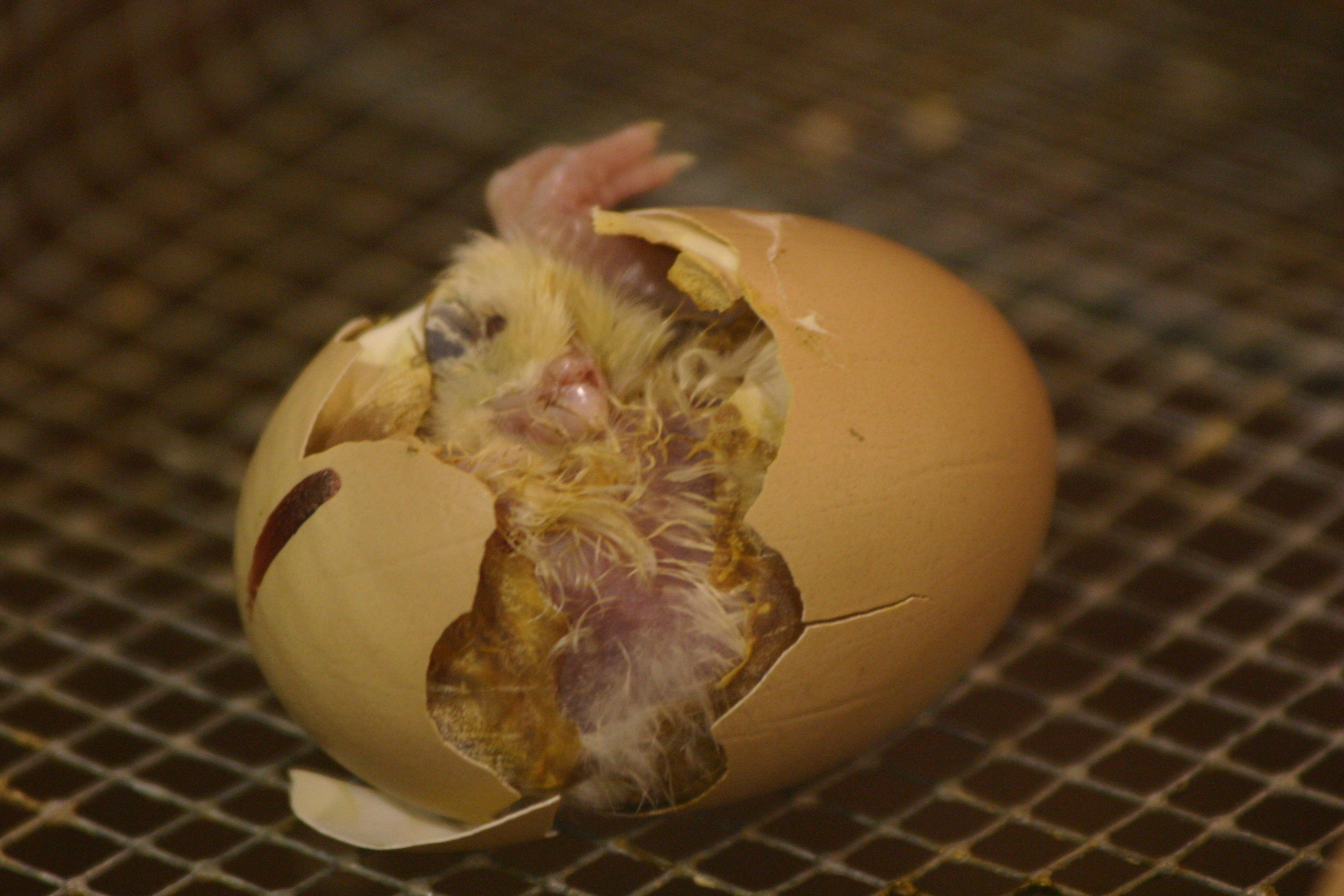
Een kuiken kruipt uit een ei

Als de vraag letterlijk wordt genomen, heeft deze een simpel biologisch antwoord: elke kip komt uit een ei, en eieren met een harde schaal ontstonden al veel eerder in het evolutionaire proces. Voorgaande eierleggende dieren (zoals hagedissen en vissen) evolueerden al miljoenen jaren voor de oorsprong van de vogels. De eerste kip waarvan de genen genoeg afweken van een eerder vastgestelde populatie om het als een nieuwe soort te classificeren werd in die zin dus niet geboren uit ouders die zelf als kip gekenmerkt zouden worden. Omdat evolutie een continu proces is, is het echter niet gebruikelijk om zo'n onderscheid te maken tussen twee opeenvolgende generaties.
Dus als de vraag specifiek betrekking heeft op het kippenei dan is het antwoord eveneens het ei. Een dier bijna identiek aan de moderne kip (een proto-kip) legde een bevrucht ei waarvan het DNA overeenkwam met de moderne kip. Dit is een gevolg van mutaties in de eicel van de moeder, het sperma van de vader of de bevruchte zygote.
Of eenvoudiger geformuleerd door Neil deGrasse Tyson: “Wat was er eerder, de kip of het ei? Het ei – gelegd door een vogel die zelf geen kip was”.

## Normatief
Daarnaast kan de vraag normatief gesteld worden: Waar moet je beginnen, bij de kip of bij het ei? Zo'n normatieve benadering doet zich voor bij toepassingen zoals die van de alternatieve brandstoffen. Het probleem is niet langer theoretisch ("Waar ligt het begin?"), maar krijgt een praktische toepassing ("Welke maatregel of ingreep is gewenst?")

### Voorbeeld
De uitdrukking wordt vaak gebruikt waar het de introductie van vernieuwingen betreft. Zo wordt de overgang van fossiele autobrandstoffen (aardolieproducten) op alternatieve bronnen, zoals biobrandstof of waterstof, wel aangeduid als een kip-en-eiprobleem. In dit geval wordt bedoeld dat zulke nieuwe brandstoffen ingang kunnen vinden als er tankstations voor bestaan. Die tankstations zullen echter pas economisch rendabel zijn als de vraag naar de brandstof voldoende is; zij zullen pas ontstaan als de brandstoffen ingang gevonden hebben.

## Alternatieve vraagstelling
Een alternatieve formulering is
Wat was er eerder, de kip of het kippenei?
Deze vraag kan pas beantwoord worden op het moment dat de definitie van een kippenei is vastgesteld. Er zijn twee mogelijkheden:
- Een kippenei is een ei waar een kip uit geboren wordt. In dat geval was het ei eerder.
- Een kippenei is een ei dat gelegd is door een kip. In dat geval was de kip eerder.

Als er geen overeenstemming is over wat een kippenei precies is dan kan deze vraag niet beantwoord worden en kan er eindeloos gediscussieerd worden. Dit voorbeeld geeft aan dat discussies maar al te vaak vastlopen omdat men zonder het door te hebben verschillende definities hanteert.